# Седыши
Седыши — посёлок в Алексеевском районе Самарской области. Входит в состав сельского поселения Авангард.

## История
В 1973 г. Указом Президиума ВС РСФСР поселок отделения № 2 совхоза «Батрак» переименован в Седыши.

## Население
| 1986 | 2002 | 2010 | 2014 | 2015 |
| ---- | ---- | ---- | ---- | ---- |
| 193  | ↘181 | ↘131 | ↗133 | ↘131 |